# Gimhae
Gimhae là một thành phố ở tỉnh Gyeongsang Nam, Hàn Quốc. Đây là nơi sinh của cựu tổng thống Hàn Quốc Roh Moo-hyun. Thành phố có câu lạc bộ bóng đá Gimhae FC.
Gimhae là quê hương của dòng họ Gimhae Kim, một trong những dòng họ Kim lớn ở Triều Tiên. Gimhae Kim tuyên bố là hậu duệ của hoàng gia Geumgwan Gaya, đóng ở Gimhae.

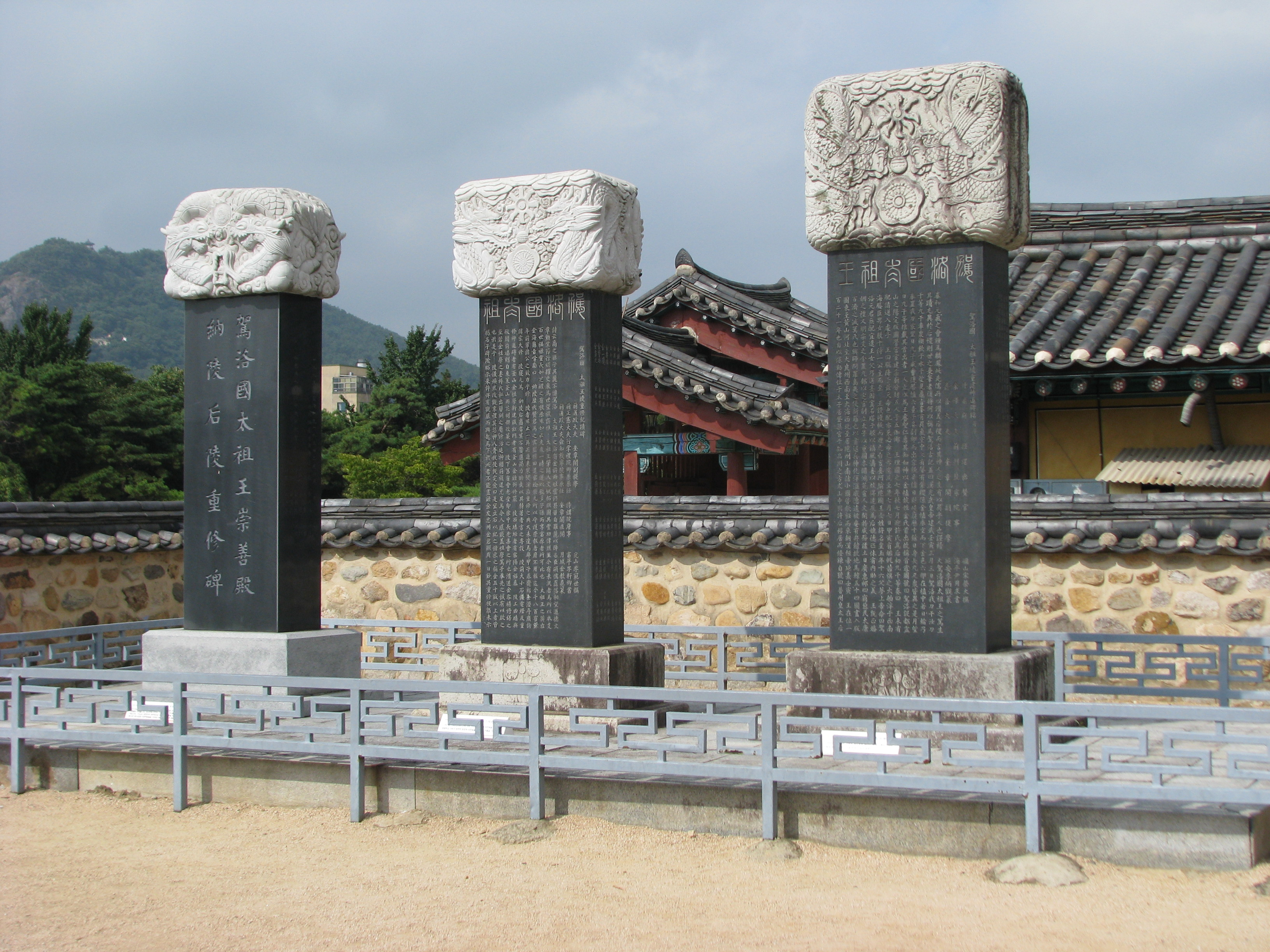
Bia bộ ở Suro

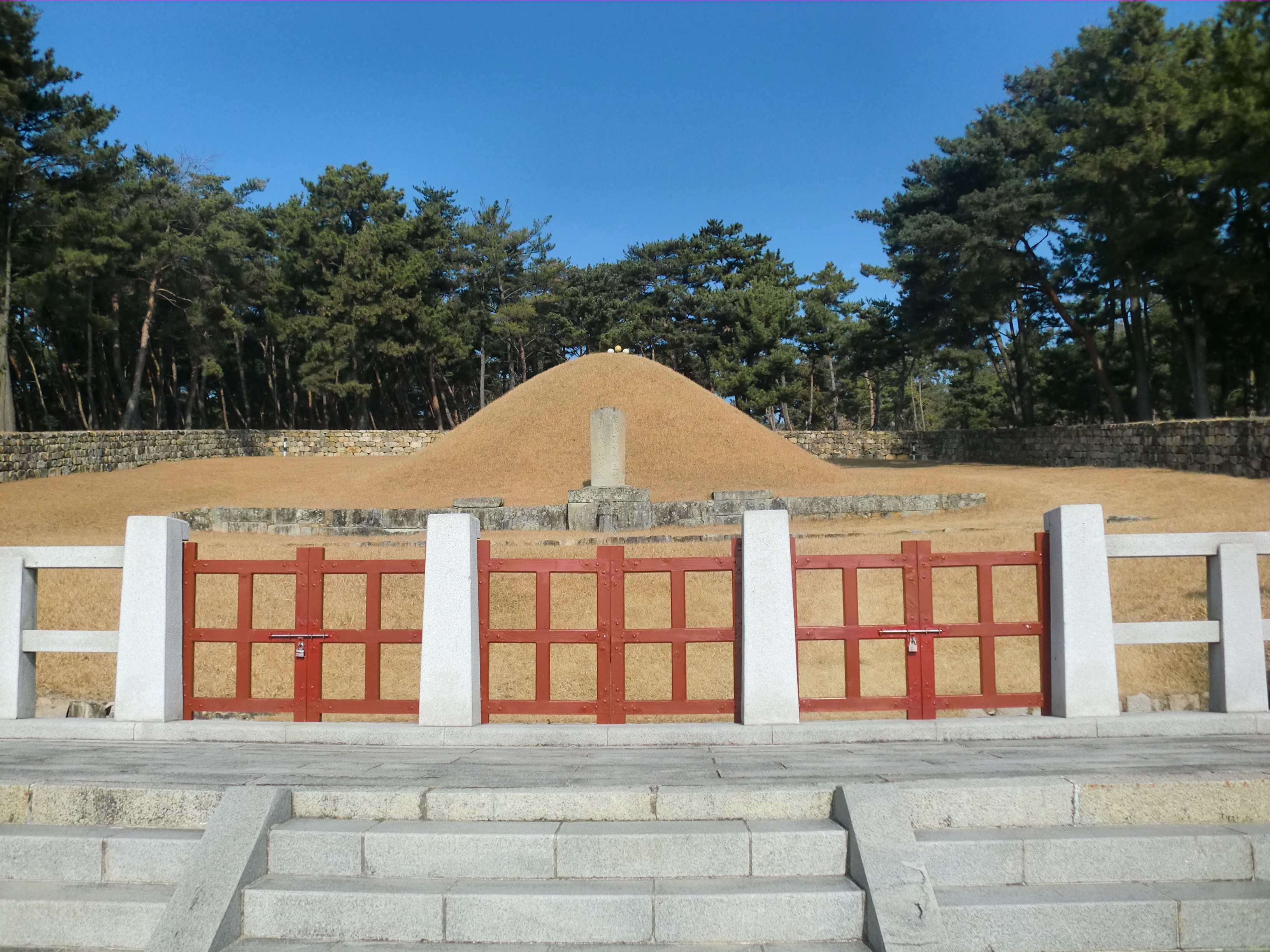
Lăng mộ hoàng hậu Suro

## Phân chia hành chính
- Jinyeong-eup (13 ri)
- Daedong-myeon (10 ri)
- Hallim-myeon (12 ri)
- Jillye-myeon (10 ri)
- Juchon-myeon (8 ri)
- Saengnim-myeon (8 ri)
- Sangdong-myeon (6 ri)
- Bukbu-dong (3 dong pháp lý)
- Buram-dong (2 dong pháp lý)
- Buwon-dong
- Chilsanseobu-dong (7 dong pháp lý)
- Dongsang-dong
- Hoehyeon-dong (2 dong pháp lý)
- Hwalcheon-dong (2 dong pháp lý)
- Jangyu-dong (3 dong pháp lý)
- Naeoe-dong (2 dong pháp lý)
- Saman-dong (2 dong pháp lý)

## Thành phố kết nghĩa
- Ayodhya, Ấn Độ[2]
- Wuxi, Trung Quốc
- Munakata, Nhật Bản
- Salem, Oregon
- Namhae, Trung Quốc